# Order Piotra I
Order Piotra I (port. Imperial Ordem de Pedro Primeiro, Fundador do Império do Brasil) – najwyższe odznaczenie państwowe Cesarstwa Brazylii, utworzone 16 kwietnia 1826 przez Piotra I, a zlikwidowane 22 marca 1890 po powstaniu Federacyjnej Republiki Brazylii i od tego czasu występujące jako order domowy brazylijskiej linii królewskiej portugalskiego rodu Orleans-Braganza (jeden z dwóch ich orderów obok Orderu Róży).

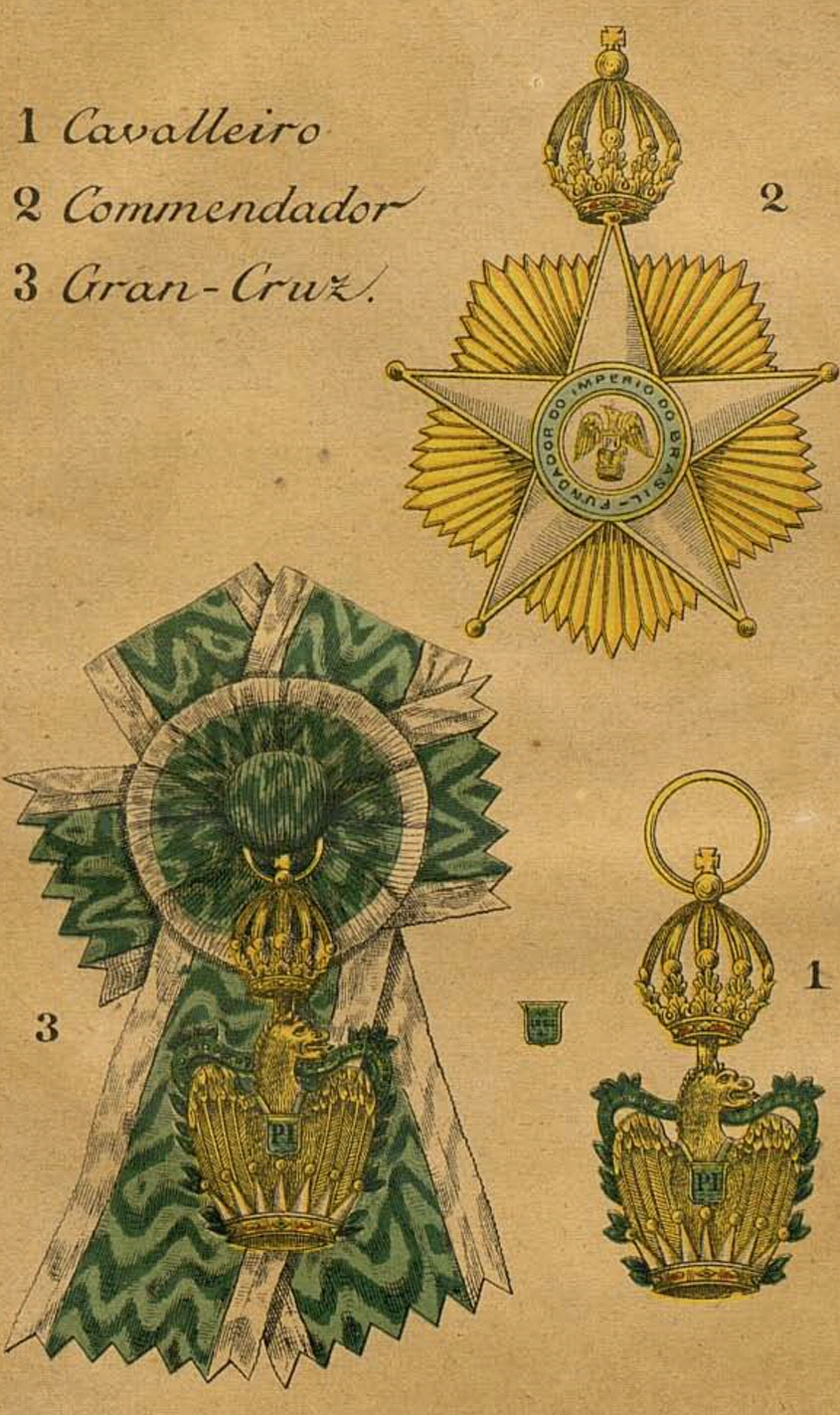
Isygnia klas w 1884 roku:
1. Kawalera,
2. Komandora,
3. Krzyża Wielkiego.

Jego wygląd nawiązuje do austriackiego Orderu Korony Żelaznej.
Order dzielił się na 3 klasy:
- I Klasa – Krzyż Wielki (Grã-Cruz), z limitem 12 nadań
- II Klasa – Komandor (Comendador), z limitem 50 nadań
- III Klasa – Kawaler (Cavaleiro), z limitem 100 nadań

## Odznaczeni
- Jerzy IV Hanowerski
- Wiktoria Hanowerska
- Fryderyk VII Glücksburg
- Franciszek II Habsburg (1827)
- Ludwik Karol Orleański (1864)
- Franciszek II Burbon (1866)
- Aleksander III Romanow (1868)
- Luis Alves de Lima e Silva markiz de Caxias (1868)